# Sam Yaffa
Sam Yaffa, pseudonimo di Sami Takamäki (Espoo, 4 settembre 1963), è un bassista finlandese naturalizzato statunitense.
Particolarmente noto per aver fatto parte degli Hanoi Rocks durante gli anni ottanta, è stato anche bassista dei New York Dolls. Ha fatto parte di diverse altre band come Jetboy e altri artisti come Johnny Thunders e Mad Juana. Ha affiancato Michael Monroe nei Jerusalem Slim e Demolition 23 . È ora membro ufficiale della band di Michael Monroe.

## Discografia

### Con gli Hanoi Rocks

#### In studio
- Bangkok Shocks, Saigon Shakes, Hanoi Rocks (1981)
- Oriental Beat (1982)
- Self Destruction Blues (1983)
- Back to Mystery City (1983)
- Two Steps from the Move (1984)

#### Live
- All Those Wasted Years...Live at the Marquee !! (1984)
- Rock & Roll Divorce (1985)

### Con i Jetboy

#### In studio
- Feel the Shake (1988)
- Damned Nation (1990)

#### Raccolte
- Lost and Found (1999)
- Make Some More Noise (1999)
- One More for Rock 'n' Roll (2001)

### Con i New York Dolls
- One Day It Will Please Us to Remember Even This (2006)
- Cause I Sez So (2009)

### Con Michael Monroe Band
- Sensory Overdrive (2011)
- Horns and Halos (2013)
- Blackout States (2015)

### Altri album
- Jerusalem Slim - Jerusalem Slim (1992)
- Demolition 23 - Demolition 23 (1994)
- Sebastian Bach - Bach 2: Basics (2001)